# شيرلي هندرسون
شيرلي هندرسون (بالإنجليزية: Shirley Henderson)‏ (و. 1965 – م) هي ممثلة، وممثلة مسرحية، وممثلة أفلام من المملكة المتحدة .

## التعليم
تعلمت في مدرسة جيلدهول

## روابط خارجية
- شيرلي هندرسون على موقع IMDb (الإنجليزية)
- شيرلي هندرسون على موقع روتن توميتوز (الإنجليزية)
- شيرلي هندرسون على موقع قاعدة بيانات الأفلام العربية
- شيرلي هندرسون على موقع ألو سيني (الفرنسية)
- شيرلي هندرسون على موقع ميوزك برينز (الإنجليزية)
- شيرلي هندرسون على موقع أول موفي (الإنجليزية)
- شيرلي هندرسون على موقع قاعدة بيانات الأفلام السويدية (السويدية)
- شيرلي هندرسون على موقع إن إن دي بي (الإنجليزية)
- شيرلي هندرسون على موقع ديسكوغز (الإنجليزية)
- شيرلي هندرسون على موقع قاعدة بيانات الفيلم (الإنجليزية)